# Vittoriano Viganò
Vittoriano Viganò (Milano, 14 dicembre 1919 – Milano, 5 gennaio 1996) è stato un architetto italiano.
Per il particolare uso del cemento armato, le sue opere sono state annoverate fra gli esempi di brutalismo italiano.

## Biografia
Figlio del pittore Vico Viganò (1874-1967), cresce in un ambiente culturale fertile che lo porta a iscriversi al Politecnico di Milano, dove si laurea in Architettura nel 1944. Dopo la fine del secondo conflitto mondiale, Viganò compie un breve apprendistato presso lo studio BBPR e, dopo aver conseguito tra il 1946 e il 1947 il corso di perfezionamento in costruzioni in cemento armato con Arturo Danusso, diviene assistente volontario, incaricato e di ruolo presso la cattedra di Architettura degli interni, arredamento e decorazione affidata a Gio Ponti (1945-1969), poi come docente di Architettura degli interni e arredamento (1979) e di Composizione architettonica.
Nel 1947 apre il proprio studio professionale in corso di Porta Vigentina, a Milano, indirizzando i suoi interessi verso più filoni disciplinari, dal disegno del prodotto industriale all'architettura degli interni e all'allestimento, dall'architettura all'urbanistica. Viganò intende l'architettura come un'attività totale, al servizio della vita dell'uomo “dal cucchiaio alla città” e la sua formazione è nel diversificato mondo del Razionalismo italiano del secondo dopoguerra. Perciò l'architettura di interni non è una banale pratica di decorazione, ma una disciplina che condivide le finalità e il metodo dell'architettura e dell'urbanistica.
Questi presupposti razionalisti dovrebbero quindi integrarsi con i linguaggi locali per ricostruire un'identità italiana dopo le distruzioni della guerra, dando inizio a una nuova tradizione per il nuovo Stato democratico che stava nascendo. Quindi l'architetto può collaborare attivamente alla costruzione di una nuova società civile.
L'impegno sociale di Viganò si concretizza attraverso una comunicazione energica ed esplicita, che si avvale di materiali poveri (ai quali è riconosciuto anche un valore etico), di spazi aperti in rapporto con la città, per ottenere un'estetica semplificata e anti-elegante, non-finita, in contrapposizione con la mentalità borghese.
Come negli stessi anni Alberto Burri lacerava stracci e fondeva la plastica per ottenere le sue composizioni pittoriche, così Viganò tormentava il cemento per sperimentarne le caratteristiche statiche ed espressive.
Parallelamente all'esercizio della professione e all'attività didattica e di ricerca, Viganò svolge un'intensa attività pubblicistica: dal 1947 al 1963 è corrispondente dall'Italia per la rivista francese diretta dall'amico André Bloc L'architecture d'aujourd'hui, per cui cura, nei primissimi anni cinquanta, due numeri monografici dedicati all'architettura italiana del dopoguerra; in quel periodo è inoltre corrispondente dall'Italia di Aujourd'hui, anch'essa diretta da Bloc.

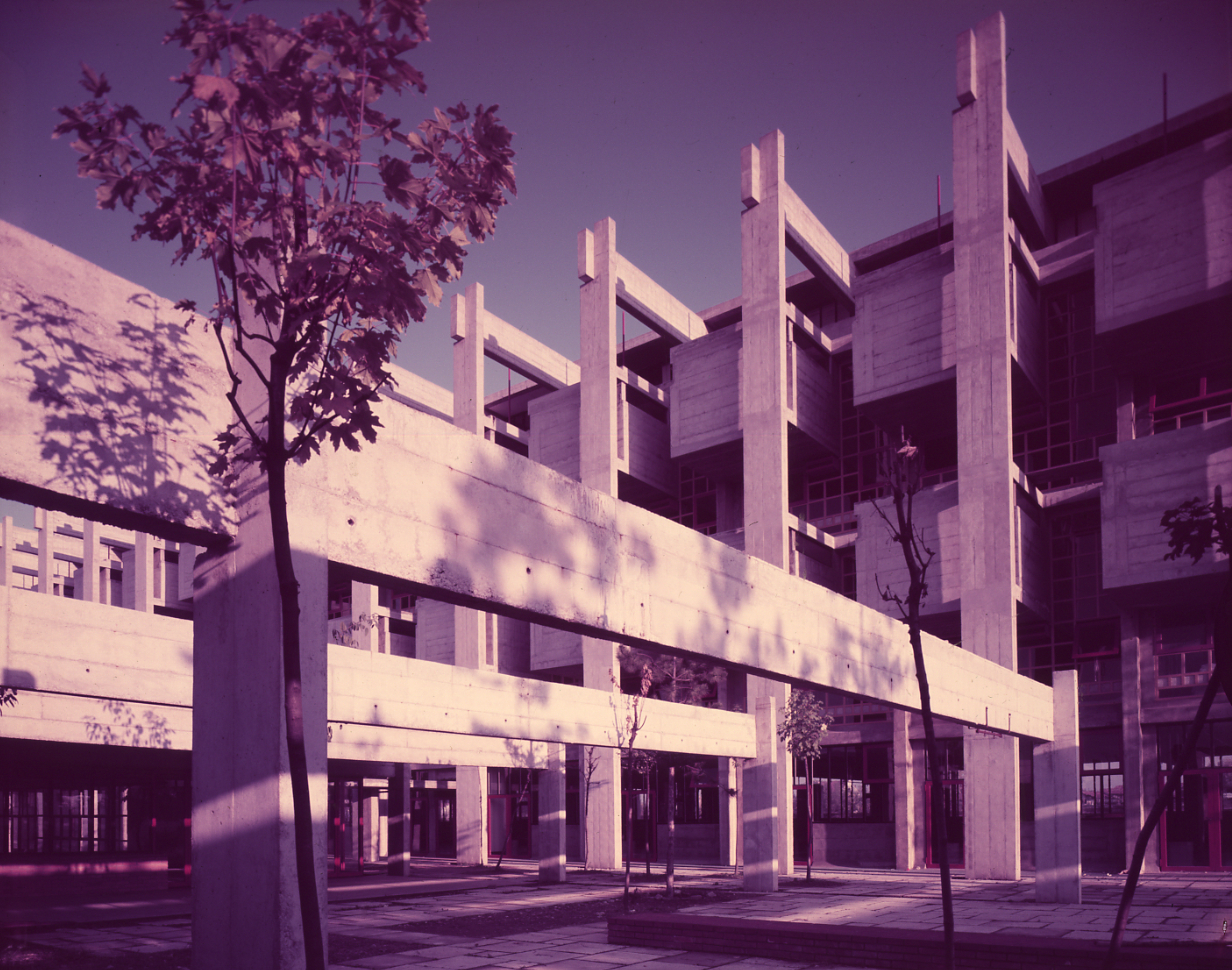
Istituto minorile Marchiondi Spagliardi nel quartiere Baggio di Milano

Tra il 1947 e il 1960 è consulente tecnico-artistico di Arteluce, che metterà in produzione alcuni suoi progetti di lampade. Dopo le "prove" degli esordi, dalla sistemazione degli interni del cinema-teatro Dal Verme (1947) alle casette per reduci al QT8 (1947, con Ezio Putelli e Vittorio Gandolfi), dal centro sportivo e di svago a Salsomaggiore (1949, con Francesco Clerici) al condominio in viale Piave (1951, con Carlo Pagani), cui si alternano significativi lavori a una scala minore, come l'arredamento di appartamenti e l'allestimento di gallerie d'arte, il nome di Viganò balza alla notorietà internazionale con il progetto dell'Istituto Marchiondi Spagliardi a Milano (1958), ricordato da Reyner Banham come uno dei pochi esempi italiani del movimento neobrutalista.
Nel 1969 Bruno Zevi dedica all'architetto milanese un intero fascicolo della rivista L'architettura. Cronache e storia, pubblicando alcune tra le più rilevanti opere portate a compimento da Viganò tra i primi anni cinquanta e la fine degli anni sessanta: il piano di valorizzazione del Parco Sempione a Milano (1954 e 1962), la casa "La Scala" per André Bloc a Portese del Garda (1958), il negozio Arteluce di Milano (1962), la "Ca' della Vigna" a Redavalle, presso Broni (1964), il colorificio Attiva a Novi Ligure (1967). A Milano realizza, nel 1985, l'ampliamento della facoltà di Architettura del Politecnico.
Presente nelle Triennali del 1951, 1954, 1960 e 1968 e attivo nel dibattito architettonico e urbanistico, Viganò è membro del MSA (Movimento di studi per l'architettura), dell'INU (Istituto nazionale di urbanistica), dell'IN/ARCH (Istituto nazionale di architettura), dell'ADI (Associazione per il disegno industriale), dell'Accademia di San Luca. Nel 1991 viene allestita, prima al Politecnico di Milano e poi all'Accademia di San Luca a Roma, la prima mostra retrospettiva di Viganò, dal titolo A come architettura. Nello stesso anno gli viene conferito, su segnalazione dell'Accademia di San Luca, il Premio per l'Architettura del Presidente della Repubblica. Vittoriano Viganò muore il 5 gennaio 1996.

## Opere principali

### Casa "La Scala"
Viganò è in contatto con la comunità internazionale di architetti e collabora con la rivista Architecture d'aujourd'hui. Per il direttore André Bloc, costruisce nel 1956 la casa “La scala” sul lago di Garda a San Felice del Benaco in località Portese del Garda: due superfici parallele di cemento armato, cinte da sottili diaframmi vitrei delimitano lo spazio abitativo, connesso con il lago attraverso la proménade architecturale della scala che si sviluppa attorno ad un'enorme trave di cemento. La casa si rapporta con la natura, ma non ne è sovrastata, conservando un'anima di cruda artificialità.

### Istituto Marchiondi Spagliardi

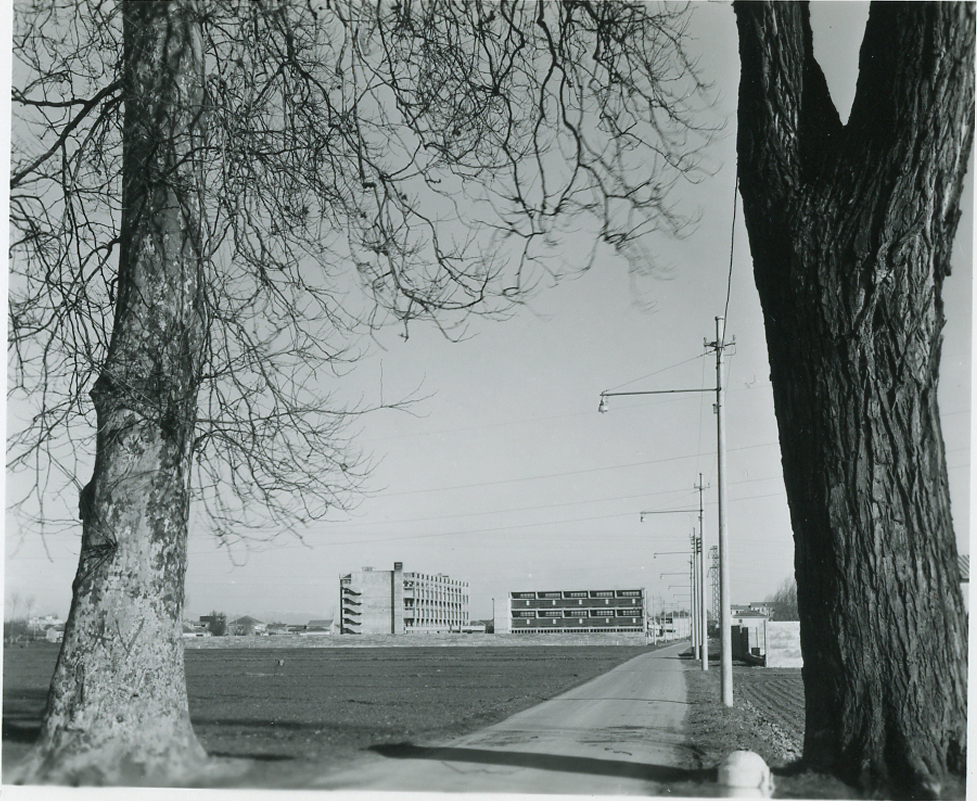
Istituto minorile Marchiondi Spagliardi

L'attenzione della critica fu attratta con la realizzazione dell'Istituto minorile Marchiondi Spagliardi a Baggio (località compresa nel comune di Milano), terminato nel 1958. L'architetto non progetta un riformatorio, ma una “scuola di vita”; abolisce le sbarre, e impone ai “ragazzi difficili” un intorno civile, basato su spazi che favoriscano una socializzazione democratica. L'istituto emana una forte energia vitale, simbolicamente rappresentata dall'uso del cemento armato e dalla predominanza del colore rosso. Viene ad instaurarsi così tra l'edificio e i suoi giovani fruitori un rapporto di simpatia: “chi ha veramente compreso il Marchiondi non sono stati gli organizzatori, le autorità scolastiche e pedagogiche, i colleghi, i critici di architettura che pure mi hanno fatto tanti complimenti: sono stati i ragazzi. Non potrò, credo, dimenticare il grido di gioia con cui sciamarono dentro, l'entusiasmo con cui presero immediato possesso della attrezzature, degli armadietti, dei porta-abiti”.

### Condominio in piazza Giovanni Perego 7 a Milano
L'opera viene progettata tra il 1957 e il 1960 e rappresenta un edificio di 9 piani fuori terra destinati ad appartamenti per il ceto medio, mentre al piano terra sono situati i locali commerciali.
Il segno distintivo dell'opera è rappresentato dal disegno della facciata, in cui l'architetto usa lo schema funzionale delle travi e dei pilastri in cemento armato a vista per creare una partitura del prospetto in abbinamento all'uso dei mattoni pieni in laterizio, che incastonano sulla facciata stessa le bucature.
Da notare il rastremarsi dei pilastri in facciata che crea il movimento della facciata e infine il segno di rottura rappresentato dalle "finestre fessura" presenti dal quinto all'ottavo piano che infrangono la simmetria del prospetto.

### Mollificio Bresciano
Nell'ampliare lo stabilimento del Mollificio bresciano (1968-1981), situato in una valle nei pressi del lago di Garda, Viganò è sensibile all'impatto ambientale di un grande impianto industriale: costruisce il grande edificio affossandolo in una conca, in modo da lasciare il piano della copertura alla stessa quota del terreno circostante. Inoltre, "smaterializza" il puro volume attraverso l'applicazione di una complessa rete di brise-soleil applicati alla struttura metallica, creando una zona di transizione tra interno ed esterno.

### Facoltà di Architettura a Milano
La facoltà di architettura al Politecnico di Milano (1970-1985) è l'opera più "costruttivista" dell'architetto milanese. Grandi spazi vetrati sono appesi ad uno scheletro d'acciaio proiettato all'esterno sui fronti. Scale e rampe di cemento armato permettono la circolazione nell'edificio. Travi d'acciaio di notevole dimensione compongono nel fronte su strada una grande A. Dominano combinazioni alchemiche di colori quali il nero e il rosso.

## Elenco delle opere

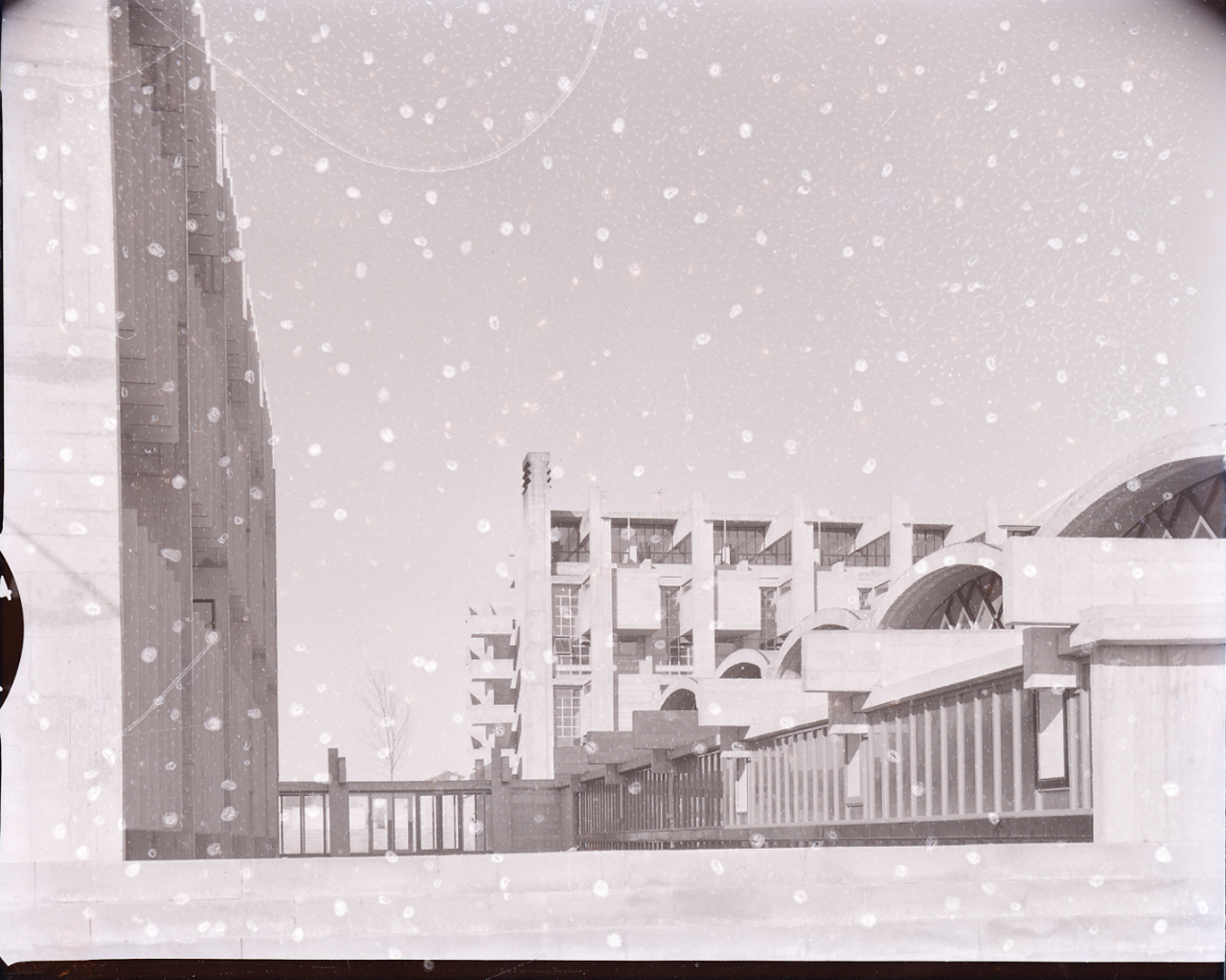
Istituto minorile Marchiondi Spagliardi a Milano, 1959

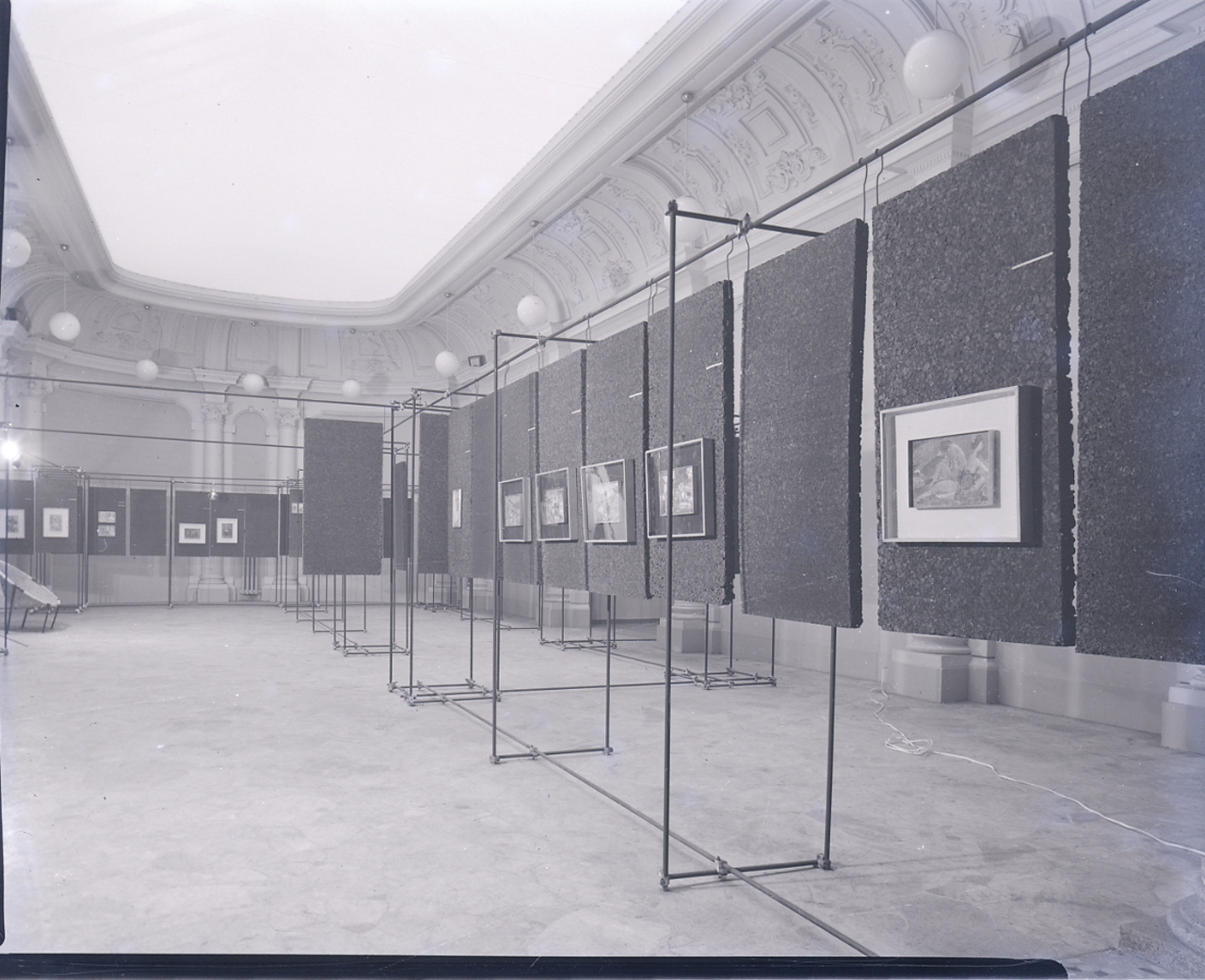
Allestimento di Vittoriano Viganò per la mostra del padre Vico Viganò (1874-1967), Galleria Schettini, Milano, seconda metà degli anni cinquanta

- 1953-1958 Istituto Marchiondi Spagliardi, Baggio (Milano)
- 1954-1969 progetto di ridisegno del parco Sempione, Milano[5]
- 1956 Casa La scala, San Felice del Benaco (Brescia
- 1957-1960 condominio in piazza Giovanni Perego 7, Milano
- 1960 residenza Le Case, Madonna di Campiglio[senza fonte]
- 1968-1981 Mollificio Bresciano, San Felice del Benaco
- 1970-1985 Facoltà di Architettura del Politecnico di Milano, Milano

## Archivio
Il fondo Vittoriano Viganò è conservato presso l'Archivio del Moderno dell'Università della Svizzera italiana di Mendrisio. Questo fondo fu trasferito all'Archivio del Moderno nel 1998, a due anni di distanza dalla scomparsa dell'architetto. La stabilità della sede della sua attività professionale, che si svolse ininterrottamente presso lo studio di corso Porta Vigentina a partire dal 1947, ha permesso la conservazione integrale dell'archivio. Questo è giunto a Mendrisio sostanzialmente integro, eccetto gli schizzi e le relazioni relative alle principali opere di architettura, la documentazione grafica relativa ai lavori di industrial design, tutti i materiali fotografici e una collezione di fascicoli di periodico, conservati dalle eredi. Alcuni materiali grafici e testuali sono stati trasferiti dallo studio milanese a una casa di proprietà della famiglia nei pressi di Milano, mentre la documentazione fotografica è conservata dalle figlie dell'architetto.

### Monografie
- R. Pedio, Itinerario di Vittoriano Viganò, architetto, in “L'Architettura. Cronache e Storia”, 166, agosto 1969.
- Vittoriano Viganò, in “Domus”, 501, agosto 1971
- P.C. Santini, Focus. Vittoriano Viganò, in “Zodiac”, 4.
- M. Grandi, A. Pracchi, Milano, guida all'architettura moderna, Zanichelli. Bologna 1980.
- A come architettura. Vittoriano Viganò, catalogo della mostra, Milano, Electa, 1992, ISBN 88-435-4234-6.
- Vittoriano Viganò, Una ricerca e un segno in Architettura, Milano, Electa, 1994, ISBN 88-435-5043-8.
- Julius Posener, Vittoriano Viganò, in “L'Architettura. Cronache e Storia” vol. 42 (new series vol. 1), no. 483 (6), 1996, p. 4, 5.
- Patrizia Attene, Vittoriano Viganò. Uno studio sulla formazione, tesi di laurea anno accademico 1997-98, sessione di marzo, relatore Prof. Fulvio Irace, Politecnico di Milano, Facoltà di Architettura.
- A. Stocchi, Vittoriano Viganò. Etica brutalista, Torino, Testo & Immagine, 1999, ISBN 88-86498-84-5..

### Su particolari opere
- Centre touristique et sportif à Salsomaggiore, in "L'architecture d'aujourd'hui". 48. 1953.
- Una proposta di sistemazione del parco di Milano, in “Casabella-Continuità”, 203, novembre-dicembre 1954
- La sistemazione del parco di Milano per la Triennale, in “Domus”, 301, dicembre 1954
- R. Bordier, Galeries d'art moderne. Galerie del Fiore à Milan, in “Aujourd'hui”, 3, maggio-giugno 1955
- Institution à Milan, in "L'architecture d'aujourd'hui", 63, dicembre 1955-gennaio 1956.
- Un Istituto per trecento ragazzi, in "Domus", 318, maggio 1956.
- Italie. Institut Marchiondi à Baggio, Milan, in "L'arctutecture d'aujourd'hui", 72, giugno-luglio 1957
- Institut Marchiondi, Baggo, Milan, Italie, in "L'architecture d'aujourd'hui", 81, dicembre 1958, gennaio 1959.
- R. Pedio, "Brutalismo" in forma di architettura, il nuovo istituto Marchiondi a Milano, in "L'architettura. Cronache e storia", 40, febbraio 1959
- La pianta libera nei soffitti di una casa milanese, in "L'Architettura. Cronache e storia", 11, marzo 1960, pp. 752–753.
- Un negozio e una casa d'abitazione a Milano. Due opere dell'architetto Vittoriano Viganò, a Milano, V. Girardi (presentazione di), in "L'architettura cronache e storia", 64, febbraio 1961
- Istituto Marchiondi, Baggio, Milan, in "Architectural Design", marzo 1961.
- Psychiatric Institute in Milan, in "The Architectural Review", 771, maggio 1961.
- G. Dorfles, L'istituto Marchiondi Spagliardi a Milano, in "Edilizia Moderna", 67.
- Smooth and Brutal, in “The Architectural Review”, febbraio 1964
- Progetti per la zona 2 “Isola-Garibaldi-Porta Nuova”, in “Casabella”, 451/452, ottobre-novembre 1979
- Milano Parco Sempione, M.G. Folli, D. Samsa (a cura di), Clup Edizioni, Milano 1980
- Zevi, B., 23 anni dopo, in "Domus", 617, May 1981, pp. 33–35.
- Ristrutturazione del Mollificio Bresciano a S. Felice del Benaco. R. Pedio (presentazione di), in "L'architettura cronache e storia", 321, luglio 1982
- Mollificio Bresciano, Mollificio Bresciano, 1983
- Sistemazione del Lungolago di Salo [Reordering of the lakeside area of Salo]; Architects: Vittoriano Vigano, in “Domus”, 726, aprile 1991, p. 55-63.
- Franz Graf e Letizia Tedeschi (a cura di), L'Istituto Marchiondi Spagliardi di Vittoriano Viganò, Mendrisio, Academy Press, 2009, ISBN 978-88-87624-43-4.

### Interviste
- Cinque esperienze, V. Viganò (intervista a), in "Casabella", 339/340. agosto-settembre 1969
- Società - Strutture - Disciplina, V. Viganò (intervista a), in "Rassegna", 11/12, settembre
- Architettura e/o design, V. Viganò (intervista a. note di A. Van Onck), in "L'architettura cronache e storia", 217, novembre 1973
- Attorno all'arco della discordia: intervista a Vittoriano Viganò, architetto, in "Abitare", 253, aprile 1987.

### Opere generali
- Architettura a Milano, in "Domus", 269, aprile 1952.
- G.E. Kidder Smith, L'Italia costruisce. Italy builds. Edizioni di Comunità. Milano 1955.
- A Continuing Review of International Building, in "Architectural forum", marzo 1959.
- G.E. Kidder Smith, The New Architecture of Europe, The World Publishing Co. Meridian Books, New York 1961 (tr. it. Guida della nuora architettura in Europa, Edizioni di Comunità, Milano 1963).
- C. Parent. P. Goulet, Architecture itatienne, in "Aujourd'hui", 48. gennaio 1965
- G. Dorfles. L'architettura moderna,  Garzanti. Milano 1972.
- P. Smithson, A. Smithson, J.B. Drew, E. Maxwell Fry. Ornamented Modern & Brutalism. Conversation on Brutalism, in "Zodiac", 4.
- G. Massobrio, P. Portoghesi, Albumi degli anni Cinquanta. Editori Laterza. Bari 1977
- M. Tafuri. F. Dal Co. Architettura contemporanea. Electa. 1979.
- A. Branzi, Referendum popolari. Cento progetti da ricordare. "Modo", 20, giugno 1979
- F. Muratore, A. Capuano, F. Garofalo, E. Pellegrini, Guida all'architettura moderna. Italia. Gli ultimi trent'anni. Zanichelli, Bologna 1988
- Emilio Faroldi, Maria Pilar Vettori, Dialoghi di Architettura: Franco Albini, BBPR, Lodovico B. Belgioioso, Guido Canella, Aurelio Cortesi, Ignazio Gardella, Vittorio Gregotti, Vico Magistretti, Enrico Mantero, Paolo Portoghesi, Aldo Rossi, Giuseppe Terragni, Vittoriano Viganò, Alinea, Firenze 1995
- Houses Special 01 – Masterpieces 1945-70 – Giugno 2001
- Elena Triunveri, Vittoriano Viganò, su SAN - Portale degli archivi degli architetti.